# Podlot

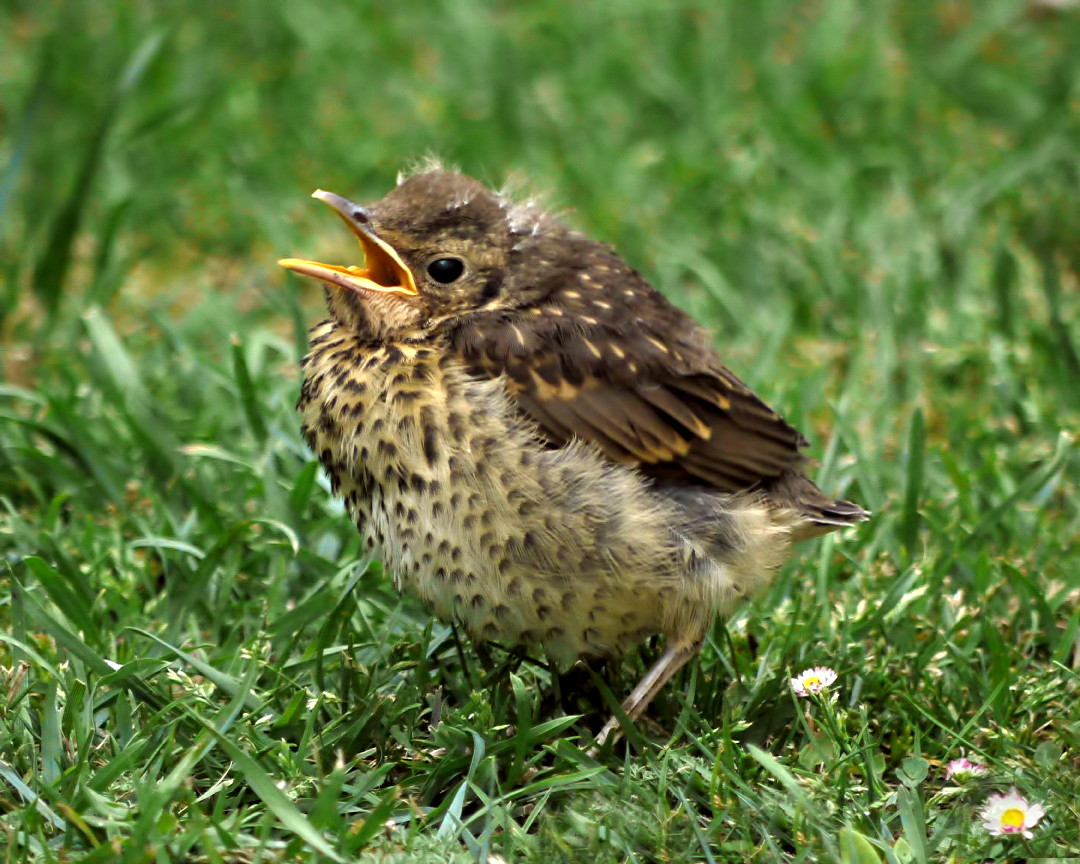
Podlot drozda śpiewaka

Podlot – nazwa używana do określenia etapu rozwojowego ptaka gniazdownika. Podlotem określa się ptaka, który opuścił gniazdo (nie jest już pisklęciem), ale nie potrafi jeszcze dobrze latać na dalekie odległości. Podlot jest karmiony przez rodziców poza gniazdem. Może wykazywać mniejszy niż dorosłe ptaki lęk przed człowiekiem. Przez ten etap przechodzą w swoim rozwoju m.in. drozdy, kawki i inne krukowate, ptaki drapieżne, sowy (tzw. gałęziaki), zięby, sikory. Podloty często trafiają niepotrzebnie w ręce ludzi, gdyż są błędnie uważane za porzucone pisklęta. Tymczasem podlot niewykazujący wyraźnych objawów choroby powinien być pozostawiony w spokoju. Nie u wszystkich gniazdowników występuje etap rozwoju podlota, np. jerzyki i jaskółki opuszczają gniazdo, dopiero gdy potrafią dobrze latać, przy czym te drugie przez jakiś czas wracają na noc do gniazda.